# Grassau
Grassau est une commune de Bavière (Allemagne), située dans l'arrondissement de Traunstein, dans le district de Haute-Bavière.

## Personnalités
- Ronja von Rönne (née en 1992) écrivaine, journaliste, blogueuse et animatrice de télévision y a passé son enfance.